# 덴마크의 정당
덴마크는 다당제 국가이며, 매우 다양한 정당들이 공존하고 있다.

## 덴마크의 주요 정당
- 사회민주당 - 사회민주주의, 유럽통합주의 정당
- 인민당 - 국민보수주의, 민족주의, 사회보수주의, 우익 포퓰리즘, 유럽회의주의 정당
- 좌파당 - 자유보수주의, 유럽통합주의, 토지 균분 정당
- 적녹동맹 - 사회민족주의, 생태사회주의, 반자본주의, 유럽회의주의 정당
- 자유동맹 - 고전자유주의, 자유주의, 자유지상주의 정당
- 대안당 - 녹색정치, 진보주의 정당
- 사회자유당 - 사회자유주의, 중도주의, 유럽통합주의 정당
- 사회인민당 - 녹색정치, 사회민주주의 정당
- 보수인민당 - 자유보수주의, 보수주의 정당
- 반EU 국민 운동 - 유럽회의주의, 주권, 무소속 정당
- 기독교민주당 - 지역주의, 기독교민주주의 정당

## 같이 보기
- 정당 목록
- 덴마크의 정치